# Ирияма, Анна
Анна Ирияма (яп. 入山 杏奈, род. 3 декабря 1995) — японская певица, участница идол-группы AKB48. Входит в состав Team A (Команды А).
Вместе с Риной Каваэй и Рэной Като, она также является участницей группы Anrire, которая 17 октября 2012 года выпустила сингл совместно с Рино Сасихарой.

## Карьера

### 2011
Карьера Анны Ириямы в индустрии развлечений началась, когда в марте она успешно прошла прослушивания в 10-е поколение стажёрок гёрл-группы AKB48. Дебютировала она в составе группы тем же июнем, когда начала выступать в AKB48 Theater.
В выборах AKB48 этого года Ирияма участвовала, но в список победителей не попала.
В июле 2011 она была введена в состав AKB48-вской Team 4 (Команды 4), став таком образом из стажёрки полноправным членом группы.
17 октября 2011 года Анна вместе с двумя другими участницами AKB48, Ами Маэдой и Рэной Като провела автограф-сессию в Гонконге, которую посетили около 6000 человек.

### 2012
В 2012 году, на сингле "Manatsu no Sounds Good!", Ирияма впервые появилась в сембацу, то есть была впервые выбрана для участия на стороне «А» (титульной песне) этого сингла AKB48. Несмотря на это, в том году на выборах AKB48 в список она опять не попала.
В сентябре вместе Риной Каваэй и Рэной Като она стала участницей AKB48-шного юнита (подгруппы) под названием Anrire.

### 2013
В апреле 2013 года Ирияма заняла 1-е место в телепередаче Mecha Ike AKB Kimatsu Test, представлявшей собой тест для участниц AKB48. Эта победа широко обсуждалась в Японии, и Анну поклонники стали называть самой красивой и самой умной участницей AKB48.
В выборах тогго года Анна заняла 30-е место.

### 2014
В 2014 году Анна Ирияма сыграла свою первую роль основного состава (одну из главных ролей) в телевизионной дораме, в сериале под названием Kekkon Sasete Kudasai!! Episode 3 «Ai no Tomato», планирующемся к показу с 26 по 30 мая.
В апреле 2014 года пресса сообщила, что Ирияма скоро дебитирует в кино, в фильме 
Ao Oni. Кинофильм основан на одноимённой онлайн-игре ужасов. Фильм выйдет на экраны Японии 5 июля.
В предварительный (после первого дня) результатов выборов AKB48 2014 года Ирияма шла на 77-м месте.
25 мая во время хэндшейк-ивента (мероприятия, на котором поклонники группы выстраиваются в очередь, чтобы пожать руки участницам AKB48), который проводился в Iwate Industry Culture & Convention Center в Такидзаве, Анна Ирияма вместе с Риной Каваэй получила ранения в результате атаки вооружённого 50-сантиметровой пилой мужчины. По сообщениям, они получили ранения пальцев и головы. У Анны Ириямы был сломан и порезан мизинец правой руки, а у Рины Каваэй — большой палец правой руки. Обе участницы, а также пострадавший вместе с ними член обслуживающего персонала группы были немедленно доставлены в больницу и прооперированы..

## Дискография

### Синглы

#### В составе AKB48

##### Сторона «А»
- «Manatsu no Sounds Good!»[16][17]
- «Sayonara Crawl

##### Сторона «Б»
- «Chance no Junban»
  - «Fruits Snow» — Team Kenkyuusei
- «Sakura no Ki ni Narou»
  - «Oogon Center" — Team Kenkyiuusei
- «Everyday, Katyusha»
  - «Anti» — Team Kenkyuusei
- «Kaze wa Fuiteiru»
  - «Kimi no Senaka» — Under Girls
  - «Tsubomitachi» — Team 4+Kenkyuusei
- «Ue kara Mariko»
  - «Hashire! Penguin» — Team 4
- «Give Me Five!»
  - «NEW SHIP» — Special Girls A
- «Gingham Check»
  - «Ano Hi no Fuurin» — Waiting Girls
- «UZA»
  - «Tsugi no Season» — Under Girls
  - «Kodoku na Hoshizora» — Team A
- «Eien Pressure»
  - «Eien Yori Tsuzuku You ni» — OKL48[18]
- «So Long!»
  - «Ruby»
  - «Waiting Room»
- «Sayonara Crawl»
  - «Ikiru Koto»

#### В составе Anrire
| Название | Дата выхода     | Наивысшая позиция           | Наивысшая позиция       | Наивысшая позиция |
| Название | Дата выхода     | Oricon Weekly Singles Chart | Billboard Japan Hot 100 |                   |
| --- | --------------- | --------------------------- | ----------------------- | ----------------- |
| «Ikujinashi Masquerade» (яп. 意気地なしマスカレード) - Сингл в исполнении Sashihara Rino with Anrire. В состав Anrire входят: Рина Каваэй, Рэна Като и Анна Ирияма. | 17 октября 2012 | 1                           | 4                       |                   |

##### Музыкальные видео
| Название                                          | Официальное видео на YouTube                                        |
| ------------------------------------------------- | ------------------------------------------------------------------- |
| «Ikujinashi Masquerade» (Kawaei Rina Center ver.) | смотреть превью Архивная копия от 1 февраля 2018 на Wayback Machine |

## Фильмография

### Телесериалы
- Majisuka Gakuen 2 (TV Tokyo, 15 апреля — 1 июля 2011)
- Majisuka Gakuen 3 (TV Tokyo, 10 августа — 5 октября 2012)

### Сольные фотокниги
| № | Название                                                 | Дата выхода   | Чарты        | Издательство |
| № | Название                                                 | Дата выхода   | JP Oricon PB | Издательство |
| - | -------------------------------------------------------- | ------------- | ------------ | ------------ |
| 1 | Utsukushii Tsumi (яп. 入山杏奈ファースト写真集 美しい罪) | 22 марта 2017 | 1            | Gentosha     |